# Omicron Scorpii
Omicron Scorpii (o Sco, o Scorpii) là một ngôi sao trong chòm sao hoàng đạo Thiên Yết. Với cấp sao biểu kiến là +4,57, nó có thể nhìn thấy bằng mắt thường. Các phép đo thị sai cho thấy khoảng cách khoảng 900 năm ánh sáng. Nó nằm ở gần đám mây sẫm màu Rho Ophiuchi.
Đây là một sao khổng lồ sáng loại A màu trắng với phân loại sao A4II/III. Nó là một trong những thành viên sáng hơn của lớp sao hiếm hoi này, khiến nó được quan tâm nghiên cứu. Omicron Scorpii có khối lượng gấp 8 lần Mặt Trời, gấp 10 lần về bán kính, và khoảng 40 triệu năm tuổi. Ngôi sao này đang phát sáng với khoảng 3.200 lần độ sáng của Mặt Trời từ bầu khí quyển bên ngoài của nó ở nhiệt độ hiệu dụng khoảng 8.128 K. Nó không thể hiện dư thừa hồng ngoại do bụi xung quanh sao hoặc ngôi sao đồng hành có thể phát sáng hồng ngoại, nhưng ánh sáng từ ngôi sao này chịu sự tiêu quang do bụi liên sao.
Omicron Scorpii đôi khi được đề cập như một thành viên có thể của nhóm phụ Thượng Thiên Yết trong quần hợp OB Scorpius-Centaurus trong thế kỷ 20. Tuy nhiên, nó không xuất hiện trong các danh sách thành viên gần đây hơn của nhóm này, do chuyển động thực rất nhỏ của nó cũng như thị sai lượng giác nhỏ như được Hipparcos đo đạc. Điều này cho thấy rằng nó là một ngôi sao nền không liên quan đến Scorpius-Centaurus.